# Ilhas Toguião
Toguião (Togian) são um arquipélago de 56 ilhas vulcânicas situado no meio do golfo de Tomini, quase rodeado pela ilha Celebes, na Indonésia. As principais são Anau, Bolilanga, Bomba, Cabalutã, Cadidiri, Catupate, Malengue, Milo, Una-Una, Taolé, Wakai, Ualae Bai e Ualea Codi.
AS ilhas são densamente florestadas e rodeadas por recifes de coral.
A espécie de mocho Ninox burhani, descoberta em 1999, é endémica destas ilhas.
A população das Toguião é constituída pelas etnias Bobonco, Toguião, Suluã e Bajau. Há 37 localidades nas ilhas.
Administrativamente, as ilhas fazem parte da província de Gorontalo.